# Lubawa (stacja towarowa)
Lubawa – stacja kolejowa towarowa w Lubawie, w województwie warmińsko-mazurskim, w Polsce. Bocznica do Lubawy użytkowana jest głównie przez miejscowy zakład meblarski firmy Swedwood.

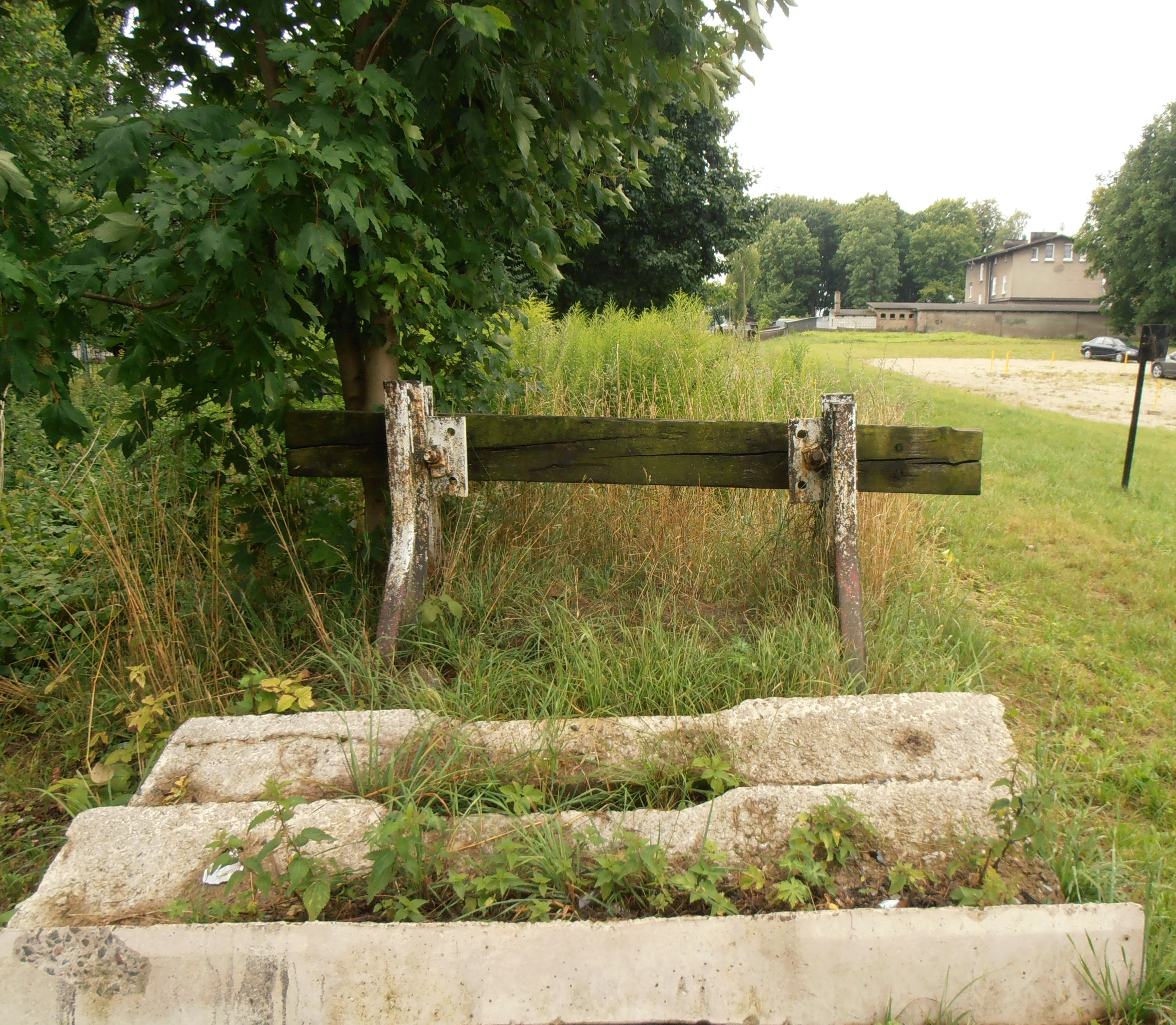
Kozioł oporowy kończący linię kolejową nr 252 – kilkaset metrów za dworcem.
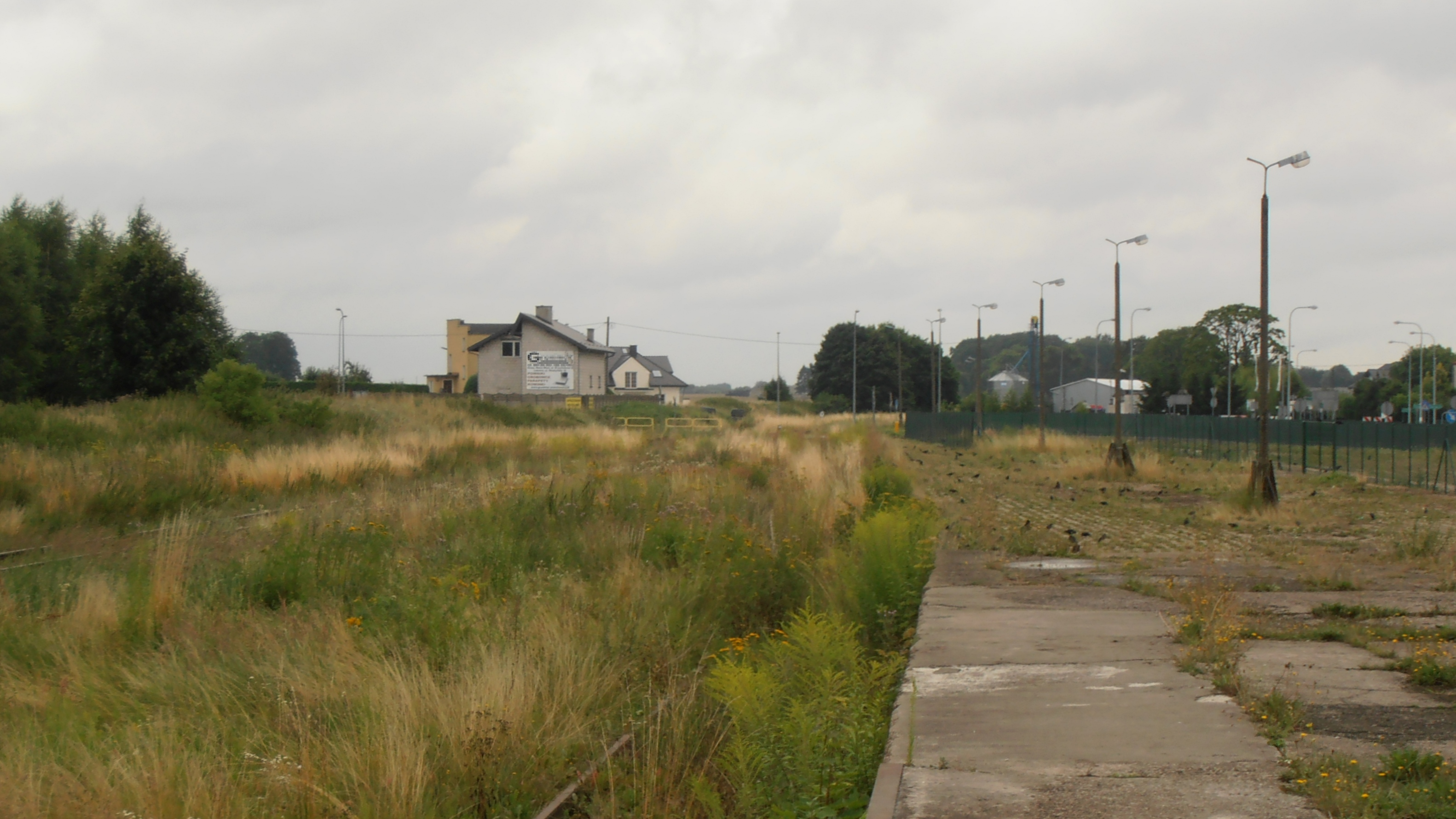
Teren dawnej stacji.